# Eurovision Song Contest 1975

Deltagande länder.
Länder som tävlat förut men inte deltog 1975.

Eurovision Song Contest 1975 var första gången Sverige arrangerade tävlingen, i och med att Abba året innan hade vunnit för Sverige med Waterloo. Festivalen sändes från S:t Eriksmässan i Stockholm den 22 mars 1975 och programledare var Karin Falck. Kapellmästare var Mats Olsson, men det svenska bidraget dirigerades av Lars Samuelson. Också varje annat land hade en gästdirigent med sig. Varje bidrag presenterades med att samtliga artister fick måla ett självporträtt på en tavla, med landets flagga.
Arrangemanget föregicks av en livlig debatt, i vilken företrädare för den svenska musikrörelsen ansåg att tävlingen borde stoppas, och som en protest arrangerades Alternativfestivalen. På förhand hade man vidtagit säkerhetsåtgärder, i och med att man hade fått rapporter om att Röda armé-fraktionen planerade ett attentat mot festivalen, vilket istället riktades mot den västtyska ambassaden en månad senare.
Detta år ändras reglerna på nytt, så att varje lands jury fick ge sina favoriter 12, 10, 8, 7, 6, 5, 4, 3, 2 och 1 poäng.
Grekland avstod från detta års tävling som protest mot den turkiska invasionen av Cypern.
Teach-In tog hem segern för Nederländerna detta år, med låten Ding-a-dong, som för övrigt också var det första bidraget detta år.
Sist kom Turkiet med låten "Seninle bir dakika" av Semiha Yankı som fick sina tre poäng från Monaco.

## Bidragen
| Nr | Land           | Artist               | Sång                           | Placering | Poäng |
| -- | -------------- | -------------------- | ------------------------------ | --------- | ----- |
| 1  | Nederländerna  | Teach-In             | Ding-a-dong                    | 1         | 152   |
| 2  | Irland         | The Swarbriggs       | That's What Friends Are For    | 9         | 68    |
| 3  | Frankrike      | Nicole Rieu          | Et Bonjour à Toi L'artiste     | 4         | 91    |
| 4  | Västtyskland   | Joy Fleming          | Ein Lied kann eine Brücke sein | 17        | 15    |
| 5  | Luxemburg      | Geraldine            | Toi                            | 5         | 84    |
| 6  | Norge          | Ellen Nikolaysen     | Touch My Life With Summer      | 18        | 11    |
| 7  | Schweiz        | Simone Drexel        | Mikado                         | 6         | 77    |
| 8  | Jugoslavien    | Pepel in kri         | Dan ljubezni                   | 13        | 22    |
| 9  | Storbritannien | The Shadows          | Let me be the One              | 2         | 138   |
| 10 | Malta          | Renato               | Singing This Song              | 12        | 32    |
| 11 | Belgien        | Ann Christy          | Gelukkig Zijn                  | 15        | 17    |
| 12 | Israel         | Shlomo Artzi         | At Ve' Ani                     | 11        | 40    |
| 13 | Turkiet        | Semiha Yankı         | Seninle Bir Dakika             | 19        | 3     |
| 14 | Monaco         | Sophie               | Une Chanson C'est Une Lettre   | 13        | 22    |
| 15 | Finland        | Pihasoittajat        | Old Man Fiddle                 | 7         | 74    |
| 16 | Portugal       | Duarte Mendes        | Madrugada                      | 16        | 16    |
| 17 | Spanien        | Sergio and Estibaliz | Tu Volveras                    | 10        | 53    |
| 18 | Sverige        | Lasse Berghagen      | Jennie, Jennie                 | 8         | 72    |
| 19 | Italien        | Wess & Dori Ghezzi   | Era                            | 3         | 115   |

## Omröstningen
Omröstningen förflöt med vissa tekniska problem, när Israel kontaktades. Sverige hörde Israel, men Israel kunde inte höra Sverige, vilket gjorde att Israel anropade Sverige en bra stund innan man fick ordentlig kontakt. När Monaco gav sina tre poäng till Turkiet applåderade publiken, i och med att landet var det enda som ännu inte hade fått poäng. Publiken fick sig samtidigt ett gott skratt då poängen istället hamnade hos Israel, och att det tog ett ögonblick för poängen att hamna rätt.
Till detta uppstod vissa problem i och med att Karin Falck inte kunde de franska siffrorna flytande, samtidigt som tavlan registrerade poängen något långsamt, vilket orsakade fördröjning när hon skulle upprepa de franska siffrorna på engelska och vice versa. Vid ett tillfälle råkade Karin ställa frågan "How much is seven in France?"
Omröstningen blev spännande detta år. Luxemburg tog ledningen efter första röstomgången, och passerades av Storbritannien efter fjärde. Nederländerna var dock hack i häl och gick om vid tionde omröstningen. Storbritannien gick dock om i omgången efter, och i omgången efter låg länderna jämsides med varandra. Nederländerna gick sedan om igen och höll ledningen tävlingen ut. Inför sista röstomgången hade Nederländerna en ointaglig ledning. När Italien som då var sist att rösta, gav landet en poäng, fick publiken skratta på nytt.

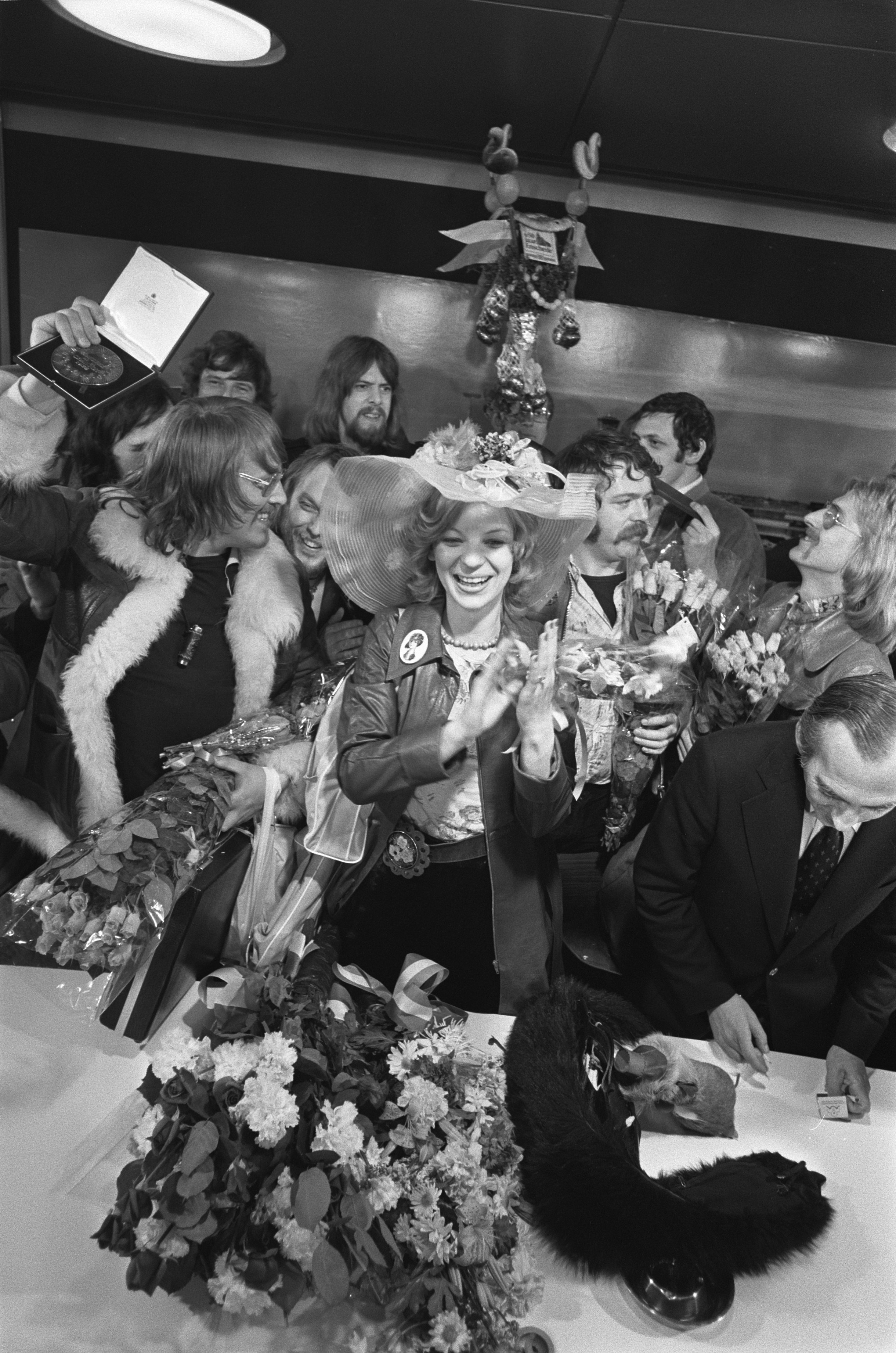
Teach-In

| Startordning | Startordning   | Röster | Röster | Röster | Röster | Röster | Röster | Röster | Röster | Röster | Röster | Röster | Röster | Röster | Röster | Röster | Röster | Röster | Röster | Röster | Röster |
| Startordning | Startordning   | Totalt | NL     | IE     | FR     | DE     | LU     | NO     | CH     | YU     | UK     | MT     | BE     | IL     | TR     | MC     | FI     | PT     | ES     | SE     | IT     |
| ------------ | -------------- | ------ | ------ | ------ | ------ | ------ | ------ | ------ | ------ | ------ | ------ | ------ | ------ | ------ | ------ | ------ | ------ | ------ | ------ | ------ | ------ |
| Bidrag       | Nederländerna  | 152    |        | 8      | 5      | 8      | 10     | 12     | 6      | 8      | 12     | 12     | 3      | 12     | 4      | 10     | 10     | 7      | 12     | 12     | 1      |
| Bidrag       | Irland         | 68     | 6      |        | 6      | -      | -      | 4      | 7      | 1      | 6      | 4      | 12     | -      | -      | -      | 1      | 4      | 3      | 10     | 4      |
| Bidrag       | Frankrike      | 91     | 8      | 12     |        | -      | -      | -      | 3      | -      | 8      | 7      | 2      | 7      | 1      | 7      | -      | 12     | 8      | 8      | 8      |
| Bidrag       | Västtyskland   | 15     | -      | -      | -      |        | 8      | -      | -      | -      | -      | 3      | -      | -      | -      | -      | -      | -      | 4      | -      | -      |
| Bidrag       | Luxemburg      | 84     | 12     | 10     | 3      | -      |        | -      | -      | 7      | 3      | 5      | -      | 6      | 5      | -      | 5      | 8      | 6      | 4      | 10     |
| Bidrag       | Norge          | 11     | 2      | -      | -      | -      | -      |        | -      | -      | -      | -      | -      | -      | -      | 2      | -      | -      | -      | -      | 7      |
| Bidrag       | Schweiz        | 77     | 7      | 2      | 10     | 6      | 2      | 1      |        | -      | 5      | 6      | 8      | -      | 7      | 5      | 4      | 2      | -      | -      | 12     |
| Bidrag       | Jugoslavien    | 22     | 3      | 4      | -      | 2      | -      | -      | -      |        | -      | -      | 5      | -      | -      | -      | -      | 1      | -      | 7      | -      |
| Bidrag       | Storbritannien | 138    | 4      | 3      | 12     | 10     | 12     | 7      | 8      | 12     |        | 8      | 10     | 10     | -      | 12     | 7      | 5      | 10     | 5      | 3      |
| Bidrag       | Malta          | 32     | 1      | -      | 8      | -      | 5      | 2      | 4      | 2      | -      |        | 7      | 1      | 2      | -      | -      | -      | -      | -      | -      |
| Bidrag       | Belgien        | 17     | 5      | -      | -      | 7      | -      | -      | -      | 3      | -      | -      |        | -      | -      | -      | -      | -      | -      | 2      | -      |
| Bidrag       | Israel         | 40     | 10     | 1      | 1      | 1      | 1      | 5      | 2      | -      | 1      | -      | 1      |        | 6      | -      | 3      | -      | -      | 6      | 2      |
| Bidrag       | Turkiet        | 3      | -      | -      | -      | -      | -      | -      | -      | -      | -      | -      | -      | -      |        | 3      | -      | -      | -      | -      | -      |
| Bidrag       | Monaco         | 22     | -      | -      | -      | 3      | 4      | -      | -      | -      | 2      | 1      | -      | 2      | -      |        | 2      | 3      | -      | -      | 5      |
| Bidrag       | Finland        | 74     | -      | 5      | -      | 12     | 6      | 10     | 12     | 5      | 4      | -      | -      | 8      | -      | 8      |        | -      | 1      | 3      | -      |
| Bidrag       | Portugal       | 16     | -      | -      | 2      | -      | -      | -      | -      | -      | -      | -      | -      | -      | 12     | -      | -      |        | 2      | -      | -      |
| Bidrag       | Spanien        | 53     | -      | 7      | -      | 5      | -      | 3      | 5      | 4      | -      | -      | 4      | 4      | 3      | 4      | 8      | -      |        | -      | 6      |
| Bidrag       | Sverige        | 72     | -      | -      | 7      | -      | 7      | 8      | 1      | 6      | 7      | 2      | -      | 3      | 8      | 6      | 6      | 6      | 5      |        | -      |
| Bidrag       | Italien        | 115    | -      | 6      | 4      | 4      | 3      | 6      | 10     | 10     | 10     | 10     | 6      | 5      | 10     | 1      | 12     | 10     | 7      | 1      |        |

### 12-poängare
| Antal | Tävlande land  | Länder som gav 12 poäng                                |
| ----- | -------------- | ------------------------------------------------------ |
| 6     | Nederländerna  | Israel, Malta, Norge, Spanien, Storbritannien, Sverige |
| 4     | Storbritannien | Frankrike, Jugoslavien, Luxemburg, Monaco              |
| 2     | Finland        | Schweiz, Västtyskland                                  |
| 2     | Frankrike      | Irland, Portugal                                       |
| 1     | Irland         | Belgien                                                |
| 1     | Italien        | Finland                                                |
| 1     | Luxemburg      | Nederländerna                                          |
| 1     | Portugal       | Turkiet                                                |
| 1     | Schweiz        | Italien                                                |

## Återkommande artister
| Artist           | Land  | Tidigare år                    |
| ---------------- | ----- | ------------------------------ |
| Ellen Nikolaysen | Norge | 1973 (medlem i Bendik Singers) |